# PGC 1714853
LEDA/PGC 1714853 ist eine Radiogalaxie im Sternbild Coma Berenices am Nordsternhimmel, die schätzungsweise 1,5 Milliarden Lichtjahre von der Milchstraße entfernt ist. Im selben Himmelsareal befinden sich u. a. die Galaxien NGC 4979, IC 854, IC 4198, PGC 45705.